# 丹·凯利
丹凯利（英語：Dan Kelly，1861年—1880年6月28日），是澳大利亚丛林大盗和流亡者。一个爱尔兰罪犯斯内德·凯利的儿子。丹和他的兄弟杀害了三名警察。他们与两个朋友形成了凯利帮。他们在整个城镇抢劫银行，不停地在维多利亚州和新南威尔士制造恐慌 。两年来，维多利亚州警方的搜查，锁定了他们的朋友和家人，但无法找到他们。